# Gomphotherium

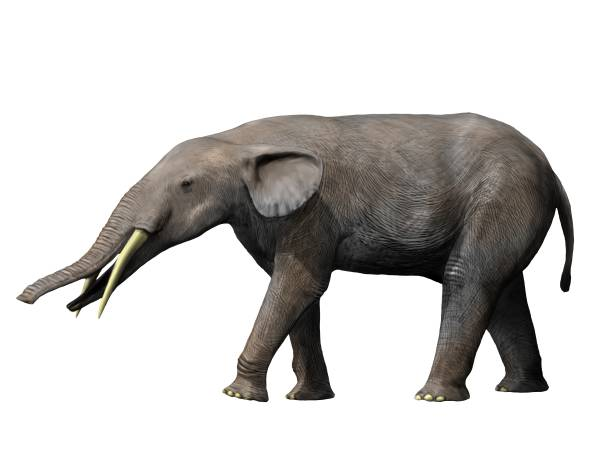
Gomphotherium

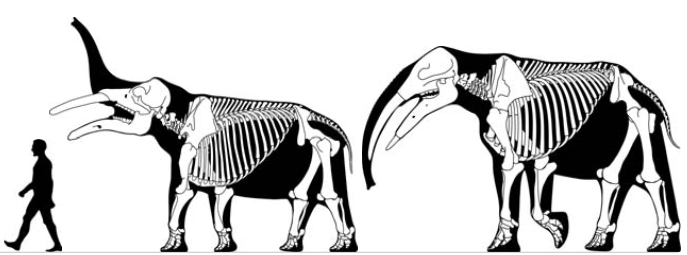
Comparação de um Gomphotherium com um humano.

O Gomphotherium foi um gênero de animais ancestrais dos atuais elefantes, acredita-se que a tromba dos proboscídeos tenha iniciado a adquirir habilidade para manejar coisas neste estranho animal, que possuía presas que se estendiam a partir das duas mandíbulas e que viveu há aproximadamente 17 milhões de anos durante o  Mioceno na Ásia, Europa e América do Norte e media pouco mais que de 2 metros de altura e pesava 3 toneladas.